# Ekmålla
Ekmålla (Dysphania botrys) är en amarantväxtart som först beskrevs av Carl von Linné och som fick sitt nu gällande namn av Sergej Mosyakin och Steven Earl Clemants. 
Ekmålla ingår i släktet doftmållor och familjen amarantväxter. Inga underarter finns listade i Catalogue of Life.

## Bildgalleri

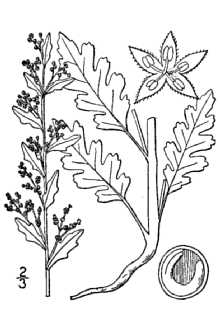
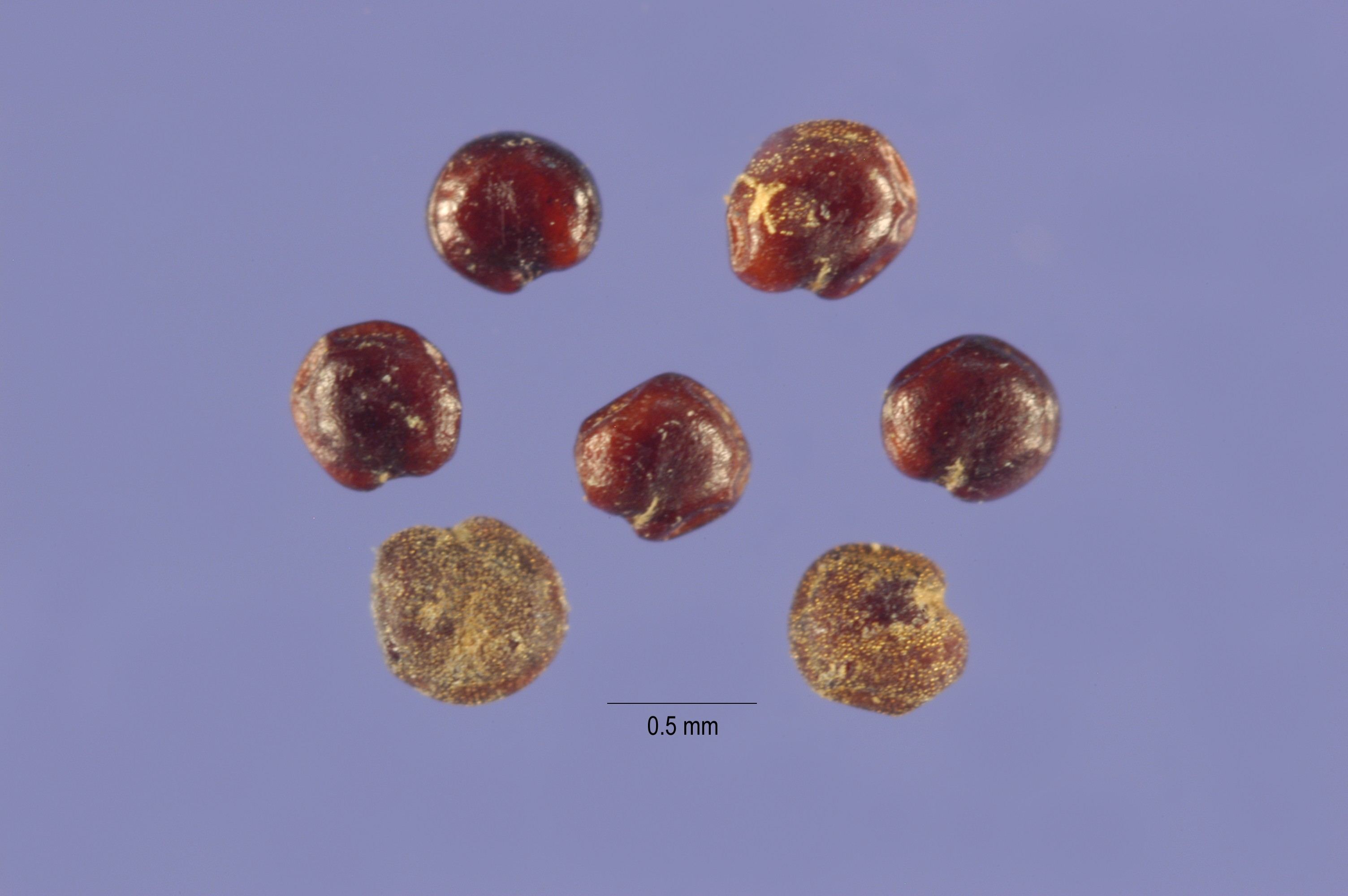
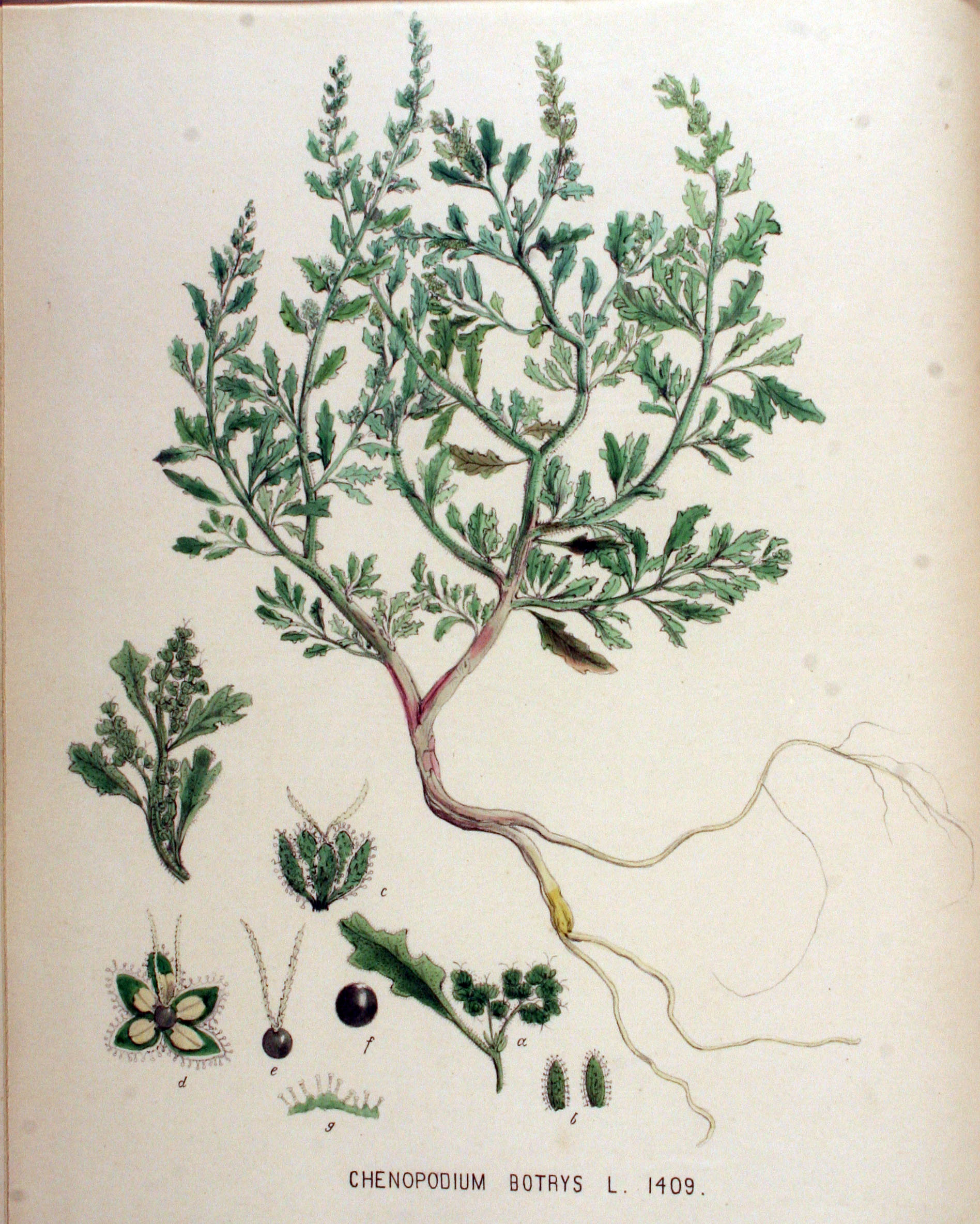